# Snowboarding na Zimních olympijských hrách 2002
Snowboarding na Zimních olympijských hrách 2002 se skládal z mužských a ženských soutěží v jízdě v U-rampě a paralelního obřího slalomu. Všechny soutěže se odehrávali v horském středisku Park City.

## Medailové pořadí zemí
| Pořadí | Země                         | Zlato | Stříbro | Bronz | Celkově |
| ------ | ---------------------------- | ----- | ------- | ----- | ------- |
| 1.     | Spojené státy americké (USA) | 2     | 1       | 2     | 5       |
| 2.     | Francie (FRA)                | 1     | 2       | 0     | 3       |
| 3.     | Švýcarsko (SUI)              | 1     | 0       | 1     | 2       |
| 4.     | Švédsko (SWE)                | 0     | 1       | 0     | 1       |
| 5.     | Itálie (ITA)                 | 0     | 0       | 1     | 1       |
|        | Celkem                       | 4     | 4       | 4     | 12      |

## Medailisté

### Muži
| Disciplína            | Zlato                                      | Výkon                            | Stříbro                                   | Výkon                               | Bronz                                        | Výkon                                     |
| --------------------- | ------------------------------------------ | -------------------------------- | ----------------------------------------- | ----------------------------------- | -------------------------------------------- | ----------------------------------------- |
| paralelní obří slalom | Philipp Schoch · Švýcarsko (SUI)           | Philipp Schoch · Švýcarsko (SUI) | Richard Richardsson · Švédsko (SWE)       | Richard Richardsson · Švédsko (SWE) | Chris Klug · Spojené státy americké (USA)    | Chris Klug · Spojené státy americké (USA) |
| U-rampa               | Ross Powers · Spojené státy americké (USA) | 46,1                             | Danny Kass · Spojené státy americké (USA) | 42,5                                | Jarret Thomas · Spojené státy americké (USA) | 42,1                                      |

### Ženy
| Disciplína            | Zlato                                         | Výkon                             | Stříbro                          | Výkon                          | Bronz                                  | Výkon                           |
| --------------------- | --------------------------------------------- | --------------------------------- | -------------------------------- | ------------------------------ | -------------------------------------- | ------------------------------- |
| paralelní obří slalom | Isabelle Blancová · Francie (FRA)             | Isabelle Blancová · Francie (FRA) | Karine Rubyová · Francie (FRA)   | Karine Rubyová · Francie (FRA) | Lidia Trettelová · Itálie (ITA)        | Lidia Trettelová · Itálie (ITA) |
| U-rampa               | Kelly Clarková · Spojené státy americké (USA) | 47,9                              | Doriane Vidalová · Francie (FRA) | 43,0                           | Fabienne Reutelerová · Švýcarsko (SUI) | 39,7                            |